# Ū̂
Ū̂ (minuscule : ū̂), appelé U macron accent circonflexe, est une lettre latine utilisée dans l’écriture du kaska et dans la romanisation du cyrillique GOST 7.79A.
Il s’agit de la lettre I diacritée d’un macron et d’un accent circonflexe.

## Utilisation
Dans la romanisation du cyrillique GOST 7.79A, le u macron accent circonflexe ‹ ū̂ › est utilisé pour transcrire le iou macron ‹ ю̄ ›.

## Représentations informatiques
Le U macron accent circonflexe peut être représenté avec les caractères Unicode suivants : 
- précomposé (latin étendu A, diacritiques) :

| formes    | représentations | chaînes de caractères | points de code | descriptions                                                    |
| --------- | --------------- | --------------------- | -------------- | --------------------------------------------------------------- |
| capitale  | Ū̂               | Ū◌̂                    | U+016A U+0302  | lettre majuscule latine u macron diacritique accent circonflexe |
| minuscule | ū̂               | ū◌̂                    | U+016B U+0302  | lettre minuscule latine u macron diacritique accent circonflexe |

- décomposé (latin de base, diacritiques) :

| formes    | représentations | chaînes de caractères | points de code       | descriptions                                                                |
| --------- | --------------- | --------------------- | -------------------- | --------------------------------------------------------------------------- |
| capitale  | Ū̂               | U◌̄◌̂                   | U+0055 U+0304 U+0302 | lettre majuscule latine u diacritique macron diacritique accent circonflexe |
| minuscule | ū̂               | u◌̄◌̂                   | U+0075 U+0304 U+0302 | lettre minuscule latine u diacritique macron diacritique accent circonflexe |

## Sources
- Kaska, Yukon Native Language Centre.